# Естарвјел
Естарвјел (фр. Estarvielle) насеље је и општина у јужној Француској у региону Миди Пирене, у департману Горњи Пиринеји која припада префектури Бањер де Бигор.
По подацима из 2011. године у општини је живело 31 становника, а густина насељености је износила 38,75 становника/km². Општина се простире на површини од 0,8 km². Налази се на средњој надморској висини од 994 метара (максималној 1.168 m, а минималној 923 m).

## Демографија
| 1962. | 1968. | 1975. | 1982. | 1990. | 1999. | 2011. |
| ----- | ----- | ----- | ----- | ----- | ----- | ----- |
| 34    | 41    | 40    | 39    | 35    | 29    | 31    |

График промене броја становника у току последњих година